# Viña del Mar Challenger 1985
Il Viña del Mar Challenger 1985 è stato un torneo di tennis facente parte della categoria ATP Challenger Series nell'ambito dell'ATP Challenger Series 1985. Il torneo si è giocato a Viña del Mar in Cile dal 18 al 24 febbraio 1985 su campi in terra rossa.

## Vincitori

### Singolare
Hans Gildemeister ha battuto in finale  Pedro Rebolledo con il punteggio di 6–3, 6–4

### Doppio
Hans Gildemeister /  Belus Prajoux hanno battuto in finale  Ricardo Acuña /  Ernie Fernandez con il punteggio di 7–6, 6–3